# غاري وارد (لاعب كرة قاعدة)
غاري وارد (بالإنجليزية: Gary Ward)‏ هو لاعب كرة قاعدة أمريكي، ولد في 6 ديسمبر 1953 في لوس أنجلوس في الولايات المتحدة.

## وصلات خارجية
- غاري وارد على موقع دوري كرة القاعدة الرئيسي (الإنجليزية)
- غاري وارد على موقعبيزبول رفرنس.كوم (الدوري الرئيسي) (الإنجليزية)
- غاري وارد على موقعبيزبول رفرنس.كوم (الدوري الثانوي) (الإنجليزية)